# Massepha rufescens
Massepha rufescens là một loài bướm đêm trong họ Crambidae.